# サイレンススズカ
サイレンススズカ（欧字名:Silence Suzuka、1994年5月1日 - 1998年11月1日）は、日本の競走馬。
1997年に中央競馬（JRA）でデビュー。デビュー戦となった新馬戦から素質の片鱗を表したが、2戦目の弥生賞で敗北を喫して以降は不安定な走りを続けた。しかし、この年の最終戦となった香港国際カップにおいて武豊と初コンビを組むと、大逃げを打つ戦法に活路を見出す。翌1998年に本格化し、初戦のバレンタインステークスから毎日王冠までGIの宝塚記念と重賞5勝を含む6連勝を果たしたが、最大の目標であった天皇賞（秋）においてレース中に左手根骨粉砕骨折を発症、予後不良と診断され安楽死となった。主戦騎手は上村洋行→河内洋→武豊。宝塚記念のみ南井克巳が騎乗している。

## 生涯

### 誕生に至る経緯
1993年、サイレンススズカの母・ワキアは初年度産駒のワキアオブスズカが牝馬だったということもあり、繋養する稲原牧場の「今度こそ牡馬を」という期待からバイアモンとの種付けが行われたが、ワキアは受胎しなかった。そこで稲原牧場は、次の発情がきたらシンジケートの1株を持っているトニービンとの交配を考え、トニービンが繋養されている社台スタリオンステーション（以下、社台SS）へ向かったものの、その頃のトニービンはうなぎのぼりで評価が上がっている時だったため、種付け予定に空きがなかった。稲原牧場関係者は頭を悩ませたが、見かねた社台SSのスタッフからサンデーサイレンスなら今日にでも交配が可能であることを伝えられ、「サンデーサイレンスならそう悲観することもないか」ということで牧場関係者は同意し、ワキアはその日のうちにサンデーサイレンスとの交配が行われ、一度で受胎した。

### 生い立ち
1994年5月1日、北海道沙流郡平取町の稲原牧場にて誕生。ワキアにとっては二度目のお産ということと産まれた仔馬が比較的小柄だったこともあってワキアのお産は安産であり、仔馬は産まれてから約30分後に懸命に四肢を踏ん張って立ち上がった。しかし、稲原牧場社長の稲原一美は鹿毛のワキアに青鹿毛のサンデーサイレンスを付けたにもかかわらず栗毛の仔馬が生まれ、さらに普通の仔馬よりもひと回り小柄だったため、両親にも似ていないとすればこの仔馬はそう期待できないかもしれない、という不安を抱いたが、それを別にすれば父や母よりも一層きれいな毛色には仔馬らしからぬ品格が備わっていたといい、立った時のバランスも素晴らしかったため欠点らしい欠点は見当たらなかったという。
稲原牧場の稲原昌幸は生まれたときのサイレンススズカについて「小さくて、華奢で、可愛くて」と振り返るものの、当時のサンデーサイレンス産駒の評価はフジキセキを代表として「走る馬といえば黒い馬」というのが通り相場であり、明るい栗毛として生まれたサイレンススズカは「黒い馬」という条件からかけ離れていたため、不安いっぱいの第一印象であった。産まれて一週間も経っていなかった頃の本馬を見たという後の管理調教師・橋田満は「均整の取れたいい馬でしたよ。でも、これは誰でもそうですけど、その時点でどれくらい走るかなんてわかるはずがありませんし、ましてや、その後のサイレンススズカのように走るかなんて、とても想像することすらできませんでしたね」と振り返っている。
サイレンススズカは誕生前からワキアの初子であったワキアオブスズカと同じく、永井啓弐がオーナーとなることがほぼ決まっていた。永井は生後1ヶ月の本馬と初めて対面し、その時の第一声は「ああ、これはいいねえ…」というものだった。当時は「サンデーの子は黒鹿毛か青鹿毛が走り、それ以外の毛色の馬は走らない」 との噂について、永井は「私は案外、栗毛が好きでね。大物は出なかったけど、結構、栗毛の持ち馬は走っているんです。だから栗毛に対する抵抗感は全然なくて、噂話も全く気になりませんでしたね。そんなことより、「ああ、栗毛がきれいでよかったなあ」「可愛いな」と思っただけでした」と述べている。
2歳の10月に二風谷の二風谷軽種馬育成センターに移動して育成調教を開始。育成を担当した若林幹夫は本馬を一目見たときに「こんなに小さくて競走馬になれるのかな」と不安を抱いたが、馴致を始めて背中に跨り走らせるようになると、若林はサイレンススズカの他馬とのスピードの違い、また馬と馬の間を割って追い抜くトレーニングを課しても一回でクリアしてしまった本馬の能力に驚かされたという。冬に雪が深く積もっている所へ敢えて馬を浸からせて行うトレーニングにおいても、サイレンススズカはお腹のあたりまで雪に埋まっていても平気で進もうとしていたため、これで二風谷のスタッフの注目を集め、若林は「本当にすごい馬だな」と感じたという。育成調教で高い能力を示したことに加え、3歳時の4月に行われた皐月賞で同じく栗毛のサンデーサイレンス産駒であるイシノサンデーが優勝したことで、誕生当時一部で噂されていた「栗毛のサンデーサイレンス産駒は走らない」という風評が払拭されたため、現地での評価はさらに上がっていった。

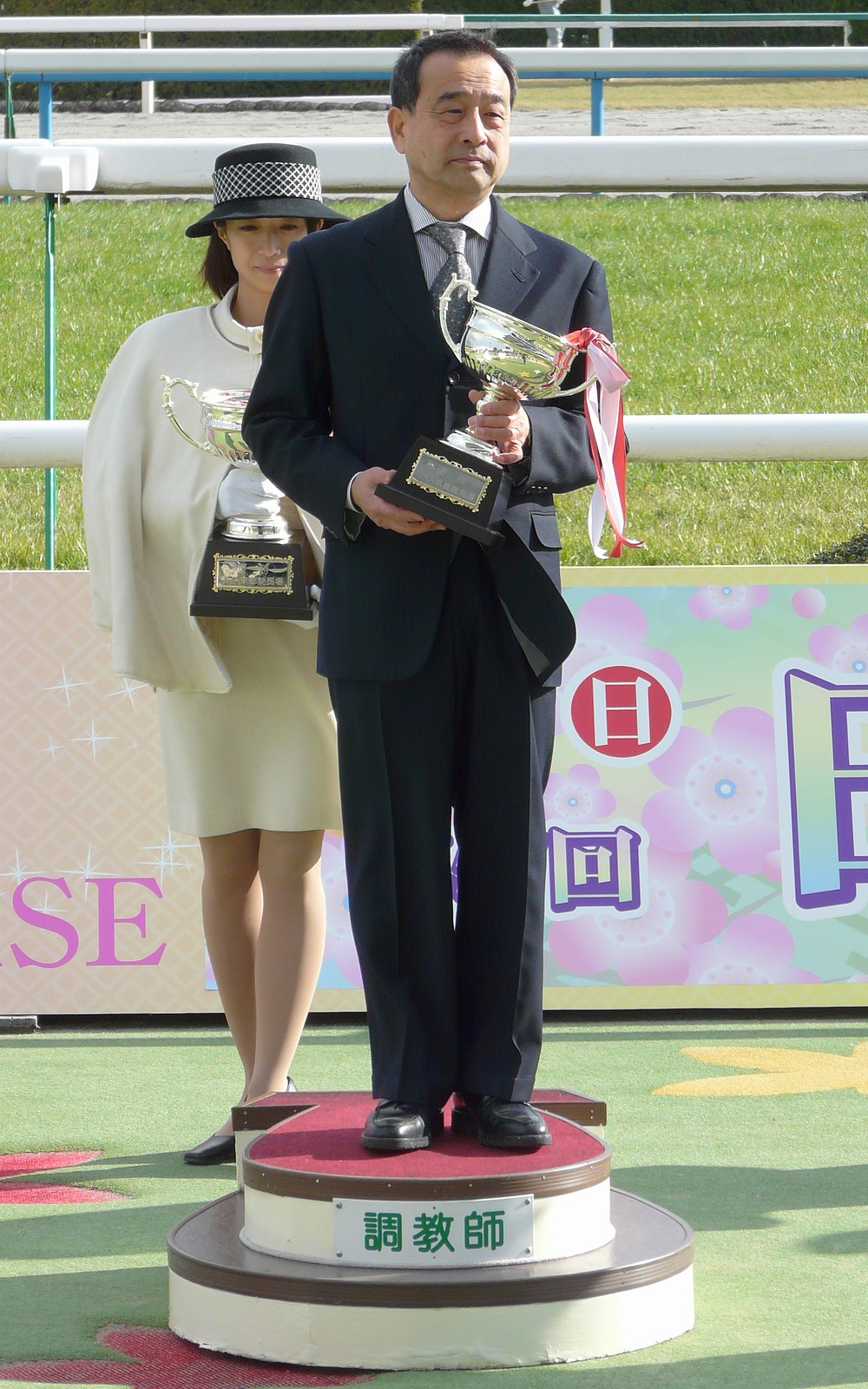
橋田満（2011年）

3歳の11月20日に二風谷から栗東トレーニングセンターの橋田厩舎へ移動し、翌21日に橋田厩舎へ到着。厩務を担当することとなった加茂力は、入厩当時の本馬について「誰が見たって体は小さいし、厩のなかではビッショリ汗をかいている」と不安を抱いた が、新馬戦で鞍上を務めることとなった上村洋行が調教で初めて跨った際に、「ものすごいインパクトがありました。乗り味にしても持っている雰囲気にしても、過去、3歳馬でそんな動きをする馬はいませんでしたから、『これは間違いなく大きいところを取れるな』と確信しましたし、相当な期待を抱きました」と振り返る程に強い印象を与えた。1月5日に初めて時計を出した際には、栗東の坂路コース（800メートル）を52秒3という極めて優秀なタイムを出して周囲を驚かせ、1月24日に準オープン馬のアドマイヤラピス と追い切りを行った際には、馬なりのままでアドマイヤラピスに0秒5先着、6ハロン78秒0という時計を出し、周囲からの目を引き付けたと同時に競馬専門紙・スポーツ紙のトラックマンの間で一気に話題となった。こうした事実から、橋田は登録こそしなかったもののすでに1勝を上げている馬によって行われる500万下条件の特別競走をデビュー戦とすることも考えていたという。

## 競走馬時代

### 4歳（1997年）

#### 新馬戦を圧勝、弥生賞での頓挫
1997年2月1日、京都競馬場での新馬戦（芝1600メートル）で上村を鞍上にデビュー。デビュー前の調教での動きが評判となったことで単勝オッズは1.3倍での一番人気に支持された。スタートから先頭に立つと後続との差を徐々に広げていき、向こう正面に入るとさらに加速し直線に入ると上村がターフビジョンを確認する余裕を見せ、2着のパルスビート（後に重賞2着3回）に7馬身差をつけて圧勝した。勝ちタイムの1分35秒2は当日の分割レースの勝ち時計とは2秒以上の差があるという驚異的なものだった。鞍上の上村も「間違いなく勝てるだろうけど、どういう強い勝ち方をしてくれるのか、期待はその点だけでした」と振り返っている。京都競馬場でレースを観戦していた競馬評論家や専門誌の記者からは「今年のダービーはこの馬でしょうがない」という声も上がり、パルスピードに騎乗していた松永幹夫は「今日は相手が悪すぎました」とコメントし、5着のプレミアートに騎乗していた武豊は「皐月賞もダービーも全部持っていかれる。痛い馬を逃したと思った」といい、レース後には周囲にもそう喧伝したという。この時武は後ろからサイレンススズカの走りを見て、「体は小さいけど、すごくダイナミックな走り方をする。素晴らしいフォームだな、と」感じたという。

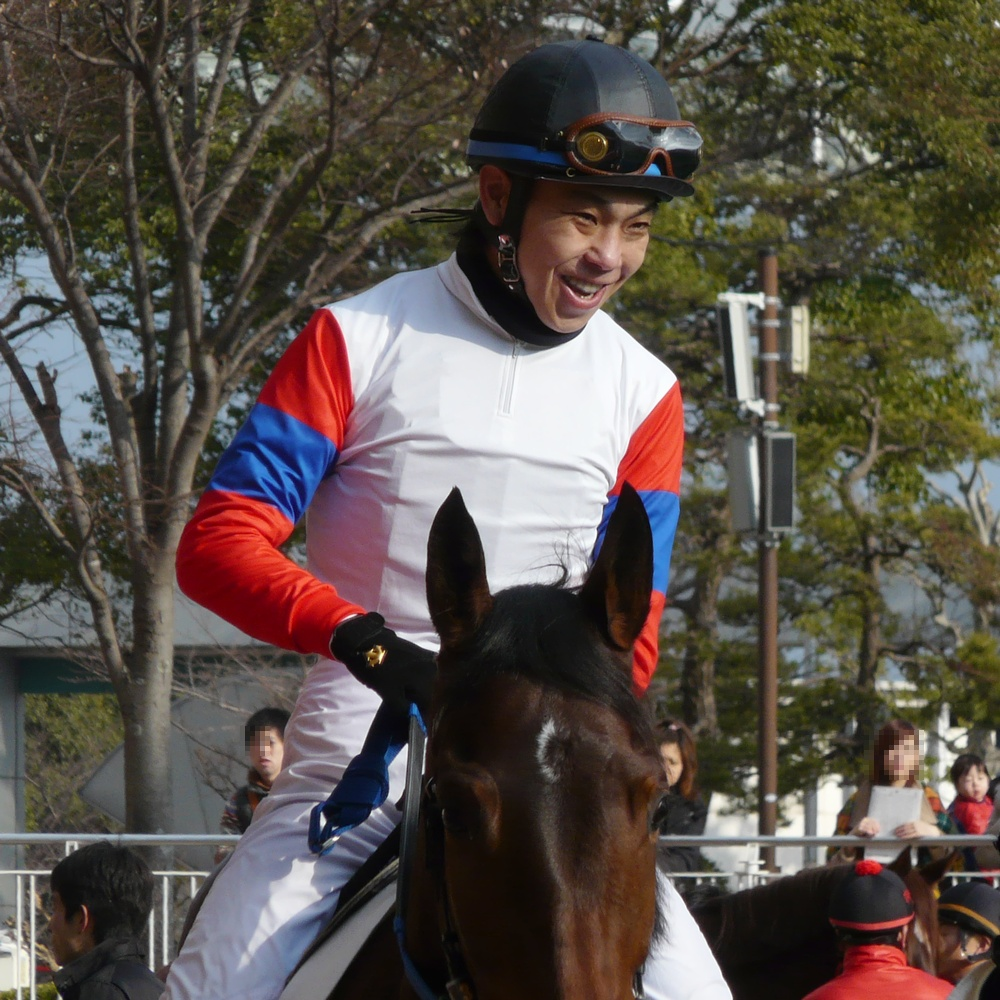
上村洋行（2012年）

新馬戦後にサイレンススズカはソエが出たことで調教の強度を緩めなければならなくなったが、陣営の「なんとしても皐月賞に間に合わせたい」という意気込みから、橋田は3月2日に中山競馬場で行われる皐月賞トライアル・弥生賞にサイレンススズカを出走させることを表明した。今回のレースはサイレンススズカにとって長距離輸送、2000メートルの距離のレースが初めてであるという不安要素があったものの、陣営は「すべて素質だけで克服できる」と踏んでの出走であった。出走メンバーには前年の朝日杯3歳ステークス3着馬のエアガッツ、この年の皐月賞・東京優駿を制するサニーブライアン、武豊が騎乗するランニングゲイルが登録され、当日の単勝オッズでは1番人気にエアガッツが支持されたが、サイレンススズカはデビュー2戦目でありながらこれに次ぐ2番人気に支持された。
ところが、ファンファーレが鳴り各馬がゲートに収まっていく中、サイレンススズカは突然ゲートの下に潜り込み、鞍上の上村を振り落としてゲートの外へ出てしまった。中山競馬場のスタンドからはどよめきが起こり、振り落とされた上村は足を負傷したものの、サイレンススズカを他の騎手に渡したくないという思いからレースでの騎乗を決意し、サイレンススズカは馬体検査で馬体に異常が見られなかったため出走取消とはならなかったが、大外枠に移されての発走となった。再スタートが切られる直前ゲート内で再びサイレンススズカの動きは激しくなり、そのタイミングでゲートが開くとサイレンススズカはゲート内で立ち上がりかけたことでタイミングが合わず、もがくようにして飛び出したものの今度は大きく左にヨレてしまったため、先頭馬から約10馬身近く離された大出遅れを喫した。それでも1コーナーで馬群に取りつき、外々を回って前方へ徐々に進出していくと、4コーナーでは先頭集団に並びかけようとした。しかし最後の直線で力尽き、勝ち馬のランニングゲイルから1秒5離された8着に終わり、皐月賞の優先出走権獲得に失敗した。
レース後に上村はゲートをくぐってしまったことについて「普段は大人しいし、ゲートをくぐる素振りを見せたことは初めて。やっぱりサンデーの子なのかな。能力のある馬だけに、もったいなかった」と振り返り、橋田は「今はスピードが勝ちすぎているが、筋肉の柔らかさからくる瞬発力に非凡なものがある。将来は相当なところで活躍できる」とサイレンススズカの現状を分析したコメントをした。
レース前にゲートをくぐったことを受け、サイレンススズカにはゲートの再試験と3月23日まで20日間の出走停止処分が下された。サイレンススズカがゲートをくぐってしまったことについては、「サンデーサイレンスの気性の悪さが出た」、「まだ馬が若く、精神的に大人になっていない」といった憶測が飛び交った。橋田はなぜゲートをくぐってしまったのかその原因についてはよくわからないとしつつも、ゲート入りまで厩務員の加茂がついており、「その厩務員がいなくなっちゃったから寂しくなって出ちゃったんじゃないかと思うんですが…」と推測しており、加茂も橋田の推測を認めている。前走の新馬戦では1番枠での発走であり、加茂によるとこの時はサイレンススズカ以外の全馬がゲートに収まるまで加茂もゲート内で待機し、出走馬全馬の厩務員がゲートを離れた瞬間にスタートが切られていたが、弥生賞では真ん中よりの5枠に入ったこと、さらにスタンド前からの発走だったことが原因だったと述べているが、「まさかゲートを潜るとは思わなかった」と振り返っている。この日は稲原一美と若林幹夫も北海道から中山競馬場に訪れていたが、サイレンススズカがレース前とレース本番で見せた態を目の当たりにした両名は口をそろえて「もう競馬なんて見たくない」と言うほど大きなショックを受けた。
弥生賞後のゲート練習で、橋田はサイレンススズカをゲートの中に入れ、一緒にゲートに入った他馬がゲートを出てもサイレンススズカをゲート内にとどまらせるという方法をとり、サイレンススズカもゲート内で暴れずに待ち続ける忍耐力を見せ、練習を始めてから3週目に行われたゲート試験をクリアして東京優駿（日本ダービー）を目指すこととなった。

#### 善戦と惨敗
陣営は仕切り直しの一戦として500万下の条件戦（阪神競馬場、芝2000メートル戦）に出走、サイレンススズカが出走することが明らかになると当初出走予定だった有力馬が相次いで回避し、12頭立ての出走メンバーとなった中で単勝では1.2倍の支持を受けた。前走のような気性の激しさは現れずに好スタートを切って1コーナー手前で先頭に立つと、道中は2、3馬身差を保ち、直線に入って上村が1、2発鞭を入れると後続との差をさらに引き離し、残り100メートル地点では上村が腰を挙げる余裕を見せ、新馬戦と同じ2着に7馬身差をつけての圧勝を収めた。2勝目を挙げたものの、東京優駿に出走するための収得賞金を満たせていなかったため、橋田は同レースのトライアル競走であり、本番と同じ東京競馬場の2400mで施行される青葉賞への出走を目指す。しかし、レース1週間前の日曜日の調教後にサイレンススズカの左前脚の球節が腫れて熱を持ち、検査の結果球節炎を患っていることが判明。症状は極めて軽く翌日に症状は治まったものの、橋田は青葉賞を回避してその後の状態を見て出走ローテーションを再編成することを決定し、最終的に青葉賞の翌週土曜日に行われるトライアル競走・プリンシパルステークスに出走させることを決定した。
プリンシパルステークスでは弥生賞で対戦したランニングゲイル、エアガッツと再び顔を合わせ、当日は1番人気ランニングゲイル、2番人気にサイレンススズカ、3番人気エアガッツという人気となった。レース前、橋田は東京優駿を見据えて上村に「抑えて行けるなら控える競馬をしてくれ」と指示を出し、6枠11番からの発走となった上村・サイレンススズカは好スタートを切ると先頭に立ったカイシュウホマレに次ぐ2番手につけた。向こう正面に入っても上村との折り合いを保ち続け、3,4コーナーを回ってマチカネフクキタルが並びかけてきたが、これを待って上村が外へ追い出すと残り400メートル地点で先頭に立った。大外からはランニングゲイルが追い込みを見せて3頭の叩き合いとなったが、マチカネフクキタルをクビ差しのいで勝利を収め、東京優駿の優先出走権を獲得した。

迎えた東京優駿ではメジロブライト、ランニングゲイル、シルクジャスティスに次ぐ4番人気（単勝8.6倍）に支持された。またこのレースでは「ダービーの大歓声に興奮しないように」という配慮から、緑色のメンコを着用して出走することとなった。レース前、橋田は上村に前走と同様に前半を抑えて行ってほしいと指示を出した。しかし、スタートが切られるとサイレンススズカは前方へ行きたがる素振りを見せながら内側へ切れ込んでいき、サニーブライアン、フジヤマビザンに次ぐ3番手につけて向こう正面へ入っていった。第3コーナーに入って内から先頭へ抜け出そうとしたものの前が開かずに抜け出せず、残り150メートル地点で後ろから来た馬群に飲み込まれ、優勝したサニーブライアンとは1秒1離された9着に敗れた。
レース後、橋田は「ホントにチグハグな競馬になってしまった。馬がいこうというときに前がつかえたり、なんかややっこしいことになっちゃって全然スムーズに進まなかった。まったくサイレンススズカの良さを出せずに終わっちゃってね。失敗でした、抑えて行く作戦が」と振り返った。上村は敗因について「ダービーまで押せ押せできた影響でしょうか。あるいは、あまりにも馬にいろいろなことを求めすぎた影響なのかわかりませんが、ダービーの追い切り後、とうとう馬が精神的にキレてしまったんです」と語り、前へ行きたがって行きたがってしまい、3コーナーまで折り合いを欠いたことを原因とした。
ダービーから4日後の6月5日にサイレンススズカは栗東トレーニングセンター近くの栗東ホース倶楽部へ放牧に出され、6月28日に二風谷軽種馬育成センターへ移動して疲労を取った後、7月17日に函館競馬場へ移動して調教を再開した。8月24日に栗東に帰厩し、橋田は秋の最大目標を天皇賞（秋）に定めた。橋田はサイレンススズカのスピード能力を生かそうと今後は中距離のレースに出走させることを永井に提案し、永井もこれに賛成した。サイレンススズカの秋の初戦には天皇賞の前哨戦として距離が同じ2000メートルで行われる菊花賞トライアル・神戸新聞杯に決定し、そしてこの神戸新聞杯から陣営は中距離路線でサイレンススズカを出走させるにあたり、無理に抑えるようなことはせず、馬の気持ちに任せて好きなように走らせることを決定した。
9月14日の神戸新聞杯では小雨が降りしきる天候ではあったものの、馬場状態は「良」という中で行われ、単勝オッズは1番人気に支持された。サイレンススズカは好スタートを切ると先頭に立って1コーナーを回り、2コーナーからは11秒台のラップを刻んでいき、前半1000メートルを59秒3で通過し、後続とは3馬身の差をつけていた。残り200メートル地点では後続に4馬身の差をつけていたが、外からマチカネフクキタルが強烈な追い込みを見せ、ゴール寸前で同馬に交わされ2着に敗れた。橋田は上村の最後の油断が原因で敗れたと考えたが、これに上村は途中で勝ったと思ったが最後に内へモタれたことで敗れ、自身のミスであったことを認めた。そして、この競走を最後に上村は自ら責任を取る形でサイレンススズカの主戦から降板することとなった。
神戸新聞杯後は予定通り天皇賞（秋）へ出走。前述の神戸新聞杯を最後に上村が責任を取って降板した経緯から、このレースではペース判断の良さに定評があるベテランの河内洋が鞍上を務めることとなった。ところが、河内が初めて騎乗した最終追い切りにおいて、サイレンススズカは河内が必死に手綱を抑えても止められないほど掛かって 前半から暴走してしまい、最終的に併せ馬のパートナーを務めたロイヤルスズカに一度も馬体を合わせることができずにスタミナ切れしてしまうという気性の悪さを露呈してしまう。上村によれば、この追い切り後に河内は「もう無理や、これ」と"ギブアップ"していたという。

天皇賞当日は一番人気に前年度の優勝馬バブルガムフェロー、二番人気に8月の札幌記念において牡馬を一蹴した前年のオークス優勝馬エアグルーヴ、三番人気に1995年の皐月賞・前年のマイルチャンピオンシップ優勝馬ジェニュインが支持され、サイレンススズカは単勝17.6倍でジェニュインに次ぐ四番人気に支持された。サイレンススズカは本馬場入場時にスタンドからの歓声を浴びた途端に激しくイレ込み、河内が内ラチ沿いに誘導してなだめようとしたものの、落ち着きが収まらず満足に返し馬ができない状態でスタートを迎えることとなった。
スタートが切られると最初の1ハロンをゆったりと行きつつも2ハロン目から加速して先頭に立ち、2コーナーでは2,3番手につけていたバブルガムフェローに7,8馬身の差をつけた。1000m通過は58秒5というハイペースでの大逃げを見せ、第3コーナー手前では後続に10馬身の差をつけた。しかし直線に入ると後続勢が一気に押し寄せ、残り100メートル地点で勝ち馬のエアグルーヴとバブルガムフェローに交わされ、結果はジェニュイン、ロイヤルタッチ、グルメフロンティアに交わされての6着に敗れた。レース後に河内は「最後の1ハロンは完全にばてた」と振り返ったが、上位二頭を除いてはハナ差、クビ差、ハナ差のきわどい3着争いに加わっていたことで、橋田は「6着でしたが、善戦といっていいでしょう」とコメントした。

天皇賞後は京阪杯（GIII）に出走する予定だったが、急遽12月14日に行われる香港国際カップの日本代表に選出されたため急遽予定を変更し、京阪杯の1週前に行われるマイルチャンピオンシップへ出走した。この頃サイレンススズカの旋回癖を治そうと加茂は天井から畳を吊るして回れないようにしたが、これがかえってサイレンススズカにストレスを溜め込むこととなってしまい、当日のパドックでも落ち着きがない状態を見せてしまう。
スタートが切られると同年の桜花賞馬キョウエイマーチが先頭に立つとサイレンススズカはこれに次ぐ2番手につけ、2頭が激しい競り合いを見せたことで1000m通過は56秒5というハイペースとなった。第3コーナーを回って第4コーナーに差し掛かるとサイレンススズカは鞍ズレを起こして故障発生かと思わせるほど一気に後退し、キョウエイマーチがレースを制したタイキシャトルに次ぐ2着に粘ったのとは対照的に、サイレンススズカはタイキシャトルから2秒9離された、生涯最低着順となる15着と大敗を喫した。

#### 香港国際カップ、武豊との初コンビ

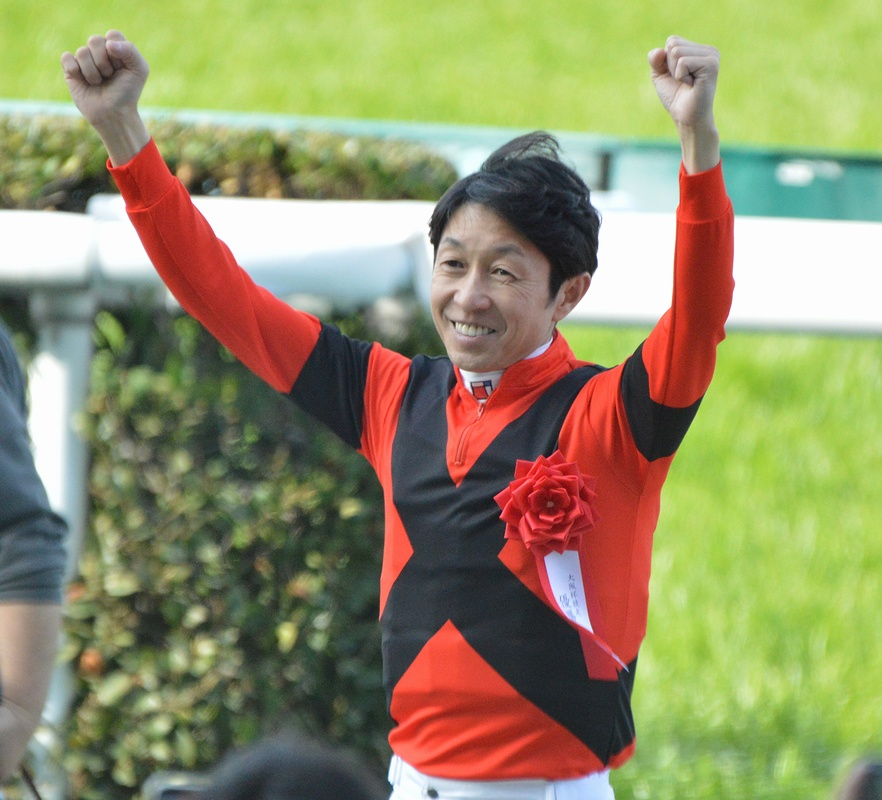
武豊（2023年）

香港国際カップにおいて、当初陣営は前走と同様河内を鞍上に出走させようとしていたが、この日日本ではスプリンターズステークスが開催され、河内はお手馬のマサラッキが出走予定でそちらを優先したため、鞍上が空位となった。すると、「ジョッキーは騎乗依頼が来るのをじっと待つしかない」と言い続けていた自身のスタイルを崩し、同日開催される香港国際ボウルにおいてシンコウキングへの騎乗を予定していた武豊が自ら橋田に騎乗を直訴し、橋田も二つ返事で承諾したことで武との新コンビを組んでの出走となった。永井は武が鞍上を務めることが決まったこの時の心境について、「これまでずっと競馬を見てきて、武さんが馬への当たりが一番いいから、機会があったら乗ってくれないかなあとは思っていたんです」と振り返っている。
出走メンバーにはドバイのアヌスミラビリスや地元香港のオリエンタルエクスプレスらが名を連ねたが、サイレンススズカの強敵は香港のスマッシングパンプキン、イギリスのウィキシムと予想された。当日は8番人気での出走となり、スタートが切られると本馬以外のメンバーに逃げ馬がいなかったことから楽に先頭に立つと、徐々に後続との差を広げていった。1000mの通過タイムは58秒2を記録し、3馬身の差をつけて直線に入り、残り200m地点までは粘ったものの、100m地点でオリエンタルエクスプレスとアメリカのヴァルズプリンスに交わされ、勝ち馬のヴァルズプリンスからコンマ3秒離された5着に敗れた。
レース後、敗れはしたものの抑えるよりも逃げる戦法に手ごたえを得た武は橋田に対して「今日は負けたけれども、この馬には押さえない競馬が向いている」と進言し、そして武はサイレンススズカとのコンビ続行を熱望した。4歳時の最終的な成績は重賞の掲示板に1度載っただけの成績であったにもかかわらず、境勝太郎元調教師は競馬雑誌『サラブレ』誌上で「あの馬は5歳の秋までくらいまでにはバリバリのGIホースになっていると思う。実はデビュー戦から気になっていた馬なんだ。これからがとても楽しみだね」と発言した。橋田は常々「この馬が本当に良くなるのは5歳になってから」と言い続けてきたが、5歳となったサイレンススズカの最大目標を天皇賞（秋）に定めた。

### 5歳（1998年）

#### 本格化 - 宝塚記念制覇
年明け初戦、陣営は「2000メートルは長い。スピード馬ではあるが1600メートルは短く、ベストは1800メートル」という判断で同距離のレースに狙いを絞り、別定戦のため55kgで出走できるオープン特別・バレンタインステークス（東京競馬場、芝1800メートル）に決定。当日は関西を拠点とする武がオープン特別の騎乗のためだけに東上したということもあり、単勝オッズ1.5倍を記録して1番人気に支持された。レース前に激しくイレ込んで暴走気味に先頭に立った結果1000メートル通過は57秒8というハイペースとなったが、3コーナーで落ち着きを取り戻して息が入り、直線でやや失速したもののゴール手前で武は手綱を抑え、2着のホーセズネックに4馬身差をつけて優勝した。レース後に武は「今日は3角に入ってうまく息が入った。こういう形になると強い」と述べ、ホーセズネック鞍上の後藤浩輝は、「それにしても勝った馬はケタ違いだ」とコメントした。
続いて中3週で前走と同距離の中山記念（GII）に出走。一昨年の皐月賞優勝馬イシノサンデー、前走のAJCC勝ち馬ローゼンカバリーが出走メンバーに名を連ねたがこのレースでも1番人気に支持された。スタートで先頭に立つと1000メートル通過時点では後続に10から13馬身ほどの差をつけた。直線に入るとやや内側にモタれたものの、ローゼンカバリーを1馬身3/4馬身差で抑えて逃げ切って重賞初制覇を果たした。しかしこのレースでは馬場のコンディションが悪く上がりは38秒9かかり、直線ではモタれたことに加えて手前を替えることにも苦労したため、右回りでの不器用さを露呈するレースにもなった。
続いて小倉競馬場の改修に伴って本馬が得意と目されていた左回りの中京競馬場での代替開催となった小倉大賞典では、トップハンデの57.5kgを背負わされたものの単勝オッズは1.2倍の圧倒的な一番人気に支持された。前半1000mは57秒5を記録して逃げ、上り3ハロンは36秒4を記録して後方待機策から追い込みを見せたツルマルガイセンを3馬身差抑えて重賞を連勝。勝ちタイムの1分46秒5は1991年に武が手綱を執って優勝したムービースターが記録したコースレコードをコンマ1秒更新する結果となった。武は後にこのレースでの2ハロン目に記録した11秒0というラップについて「中距離戦線ではめったにお目にかかれるものではないでしょう」と振り返っている。

小倉大賞典後は中5週で金鯱賞に出走。馬体重が過去最高となる442kgを記録し、重賞3勝を含む4連勝中の神戸新聞杯で敗れたマチカネフクキタル、デビュー以来着外に落ちたことがないタイキエルドラド、同条件の中京記念勝ち馬のトーヨーレインボー、6連勝中のミッドナイトベットらを抑えて単勝2.0倍で一番人気に支持された。好スタートを切ると2コーナーを回る時点で2番手のテイエムオオアラシとトーヨーレインボーに4,5馬身の差をつけて前半1000mを58秒1で逃げ、後半を59秒7で上がり、2着のミッドナイトベットに1秒8の大差をつけて、1分57秒8のレコードタイムで逃げ切り勝ちを収めた。この時中京競馬場では、残り800m地点ではサイレンススズカが後続に10馬身以上の差をつけていたため大歓声が起こり、最後の直線に差し掛かったところでは拍手で迎え、馬主席にいた永井も観客と一緒に拍手していたという。
金鯱賞において陣営は「今は最高の状態。負けるなんて考えられない」という自信をもってレースに送り出すほどの状態に仕上げてサイレンススズカを出走させ、橋田は後に「レース内容も素晴らしく、なかなか再現しろと言われても再現できないレース」と述べている。レース後に武は「本当にいい体つきになったし、一段と力をつけている。今日のサイレンススズカならどんな馬が出てきても負けないんじゃないか」、「夢みたいな数字だけど、58秒で逃げて58秒で上がってくる競馬もできそうな気がしてきました」 とコメントした。

金鯱賞後は最大目標である天皇賞（秋）を見据えて放牧に出される予定ではあったが、上半期のグランプリ・宝塚記念のファン投票で6位に支持され、レコードを連発した疲れよりも馬体の充実が際立っているということで、急遽宝塚記念へ出走することとなった。しかし、主戦の武には既に年末の有馬記念までエアグルーヴへの騎乗の先約があったため今回のレースはエアグルーヴに乗らざるを得ない状況となっていた。これを受けて、橋田はレース3日前の木曜日に武の代役としてサイレンススズカと同じく永井の所有馬で、出走予定の僚馬ゴーイングスズカの主戦騎手であった南井克巳を鞍上に迎えて出走させることを決定した。この時の心境について武は「正直に言えば内心、どっちかが（出走を）辞めてくれればと。どちらもすごく好きな馬ですから、どっちにも乗りたい。でもそれは不可能だから、どちらか一頭が出てほしいと、願っていたのですが。そうそう自分の都合のいいようにはいきませんね」と振り返っており、一方サイレンススズカに騎乗することとなった南井は「大方、エアグルーヴが出てくるだろうと思っていたから、別にいら立ちはなかった」と振り返っている。
当日の馬体重は金鯱賞から4kg増加した446kgと発表され、単勝では武が騎乗するエアグルーヴ、この年の春の天皇賞勝ち馬で河内洋が騎乗するメジロブライトらを抑え1番人気に支持された。ただし、本馬にとって初めてとなる2200メートル、また南井に乗り替わっている点が不安視され、単勝オッズは3倍近い数字となった。レース前にメジロブライトが立ち上がって脚を引っ掛けるというアクシデントがあったものの落ち着きを失わず、外側の13番枠からスタートを切ると内側に移動してメジロドーベルの機先を制して先頭に立ち、前半1000mを58秒6で通過。第3コーナー手前では後続に8馬身の差をつけたがここからステイゴールドがスパートをかけ、ここで南井がペースを落として息を入れたため残り600m地点では4馬身ほどの差に縮まったが、サイレンススズカも内で粘りこみ、ステイゴールドとエアグルーヴの猛追を凌いで逃げ切り勝ちを収め、GI初勝利を挙げた。勝ちタイムの2分11秒9は前年の勝ち馬マーベラスサンデーが記録したタイムと同じであり、阪神競馬場で行われた宝塚記念においては1994年の勝ち馬ビワハヤヒデが記録した2分11秒2に次いで2番目に早い時計だった。
レース後に南井は「ユタカ君が乗って4連勝してきた馬。この馬の力を出し切ることだけを考えました。あくまでも、この馬の行きたいペースで行かせることだけを心掛けました。さすがに強いメンバーで、これまでより差は縮まりましたが、道中で無理に脚を使っていない分、最後まで頑張ってくれましたね。1番人気に応えることができてホッとしています」とコメントし、橋田は南井の騎乗について「ほんとうに上手く乗ってくれました。気持ち良く走らせてくれればそれでいいと思っていましたが、彼もよく研究してくれていましたからね」と讃えた。3着となったエアグルーヴ鞍上の武は「サイレンススズカが止まりませんでした」と淡々としたコメントを残した。南井の45歳5か月での宝塚記念勝利は1994年にビワハヤヒデで制した岡部幸雄が記録した45歳7か月に次ぐ年長勝利記録となり、また翌年を以って現役を引退した南井にとってはこれが現役最後のGI勝利となった。

#### 毎日王冠
秋の初戦には、目標である天皇賞（秋）へのステップとして毎日王冠に出走することとなった。鞍上に武が復帰したが、NHKマイルカップ優勝馬エルコンドルパサーと前年の朝日杯3歳ステークス優勝馬グラスワンダーの無敗の外国産4歳馬2頭が出走するメンバー構成となり、この2頭とサイレンススズカを交えた「3強対決」の様相を呈した。毎日王冠は別定戦のため、負担重量はグラスワンダーが55kg、エルコンドルパサーが57kg、サイレンススズカは過去最高となる59kgを背負っての出走となったが、レース前に武は「強い4歳馬が2頭いますが、サイレンススズカのペースで行くだけです」と余裕のあるコメントをし、橋田はファンに向けて「とにかく競馬場に来てください。きっと素晴らしいレースを堪能できるでしょう」とコメントした。

10月11日の毎日王冠当日は、GII競走ながら東京競馬場には13万3461人の観衆が詰めかけた。当日サイレンススズカは生涯最高体重となる452kgを記録、単勝オッズは1.4倍で1番人気に支持され、2番人気にはグラスワンダーとエルコンドルパサー双方の主戦騎手であった的場均が二頭から選択したグラスワンダーが推され、蛯名正義に乗り替わったエルコンドルパサーは3番人気となった。スタートが切られるとサイレンススズカは前半600メートルを34秒6、1000メートルを57秒7 というハイペースで飛ばし、エルコンドルパサーは2番手集団のなかでこれを追走し、グラスワンダーは中団から後方を進んだ。第3,4コーナーでサイレンススズカは一度1ハロン11秒7から12秒1に落として息を入れ、その第3コーナー過ぎからはグラスワンダーがサイレンススズカを捉えに先団へ進出したもののそこから伸びを欠く。直線に入ってもサイレンススズカの逃げ脚は衰えず、これをエルコンドルパサーが追走したが、2馬身2分の1の着差をつけて逃げ切り勝ちを収めた。上がり3ハロンで記録した35秒1は出走メンバー中最速だったエルコンドルパサーの35秒0と僅かコンマ1秒差という驚異的なものであった。エルコンドルパサーに次いで3着に入ったサンライズフラッグはエルコンドルパサーと5馬身差がついており、グラスワンダーは5着であった。
辛うじて2馬身半差の2着まで差を詰めたエルコンドルパサー鞍上の蛯名は「直線に向いてからも手応えはありましたし、十分、サイレンススズカは射程圏内だと思ったんですが、全く止まりませんでしたね。前にいったサイレンススズカにあれだけ伸びられては仕方ありません」、「相手が強かった。完敗だった」としたが、同馬管理調教師の二ノ宮敬宇は「勝った馬はうちの馬とは違う脚質の馬で、レースも相手の馬の流れになってしまってのもの。負けはしたけれどもいいレースをしてくれたと思った。決して落胆するようなことはなかった」と述べた。的場はコメントがなく、武は「後続の馬は気にせず、自分のペースを守ることに集中してレースをしました。できる限りゆっくり行くつもりでしたが、イメージ通りのレースができたと思います。レース前も落ち着いていましたし、道中もものすごくいい感じでした。ホント、楽勝でしたね。いやあ、強かったあ」とコメントし、橋田は「競馬場に集まってくれたファンの方に存分にレースを楽しんでいただけたかと思うと、これ以上の喜びはありません」と語った。稲原は後年、「このレースだけは、絶対に勝ってほしかった」と振り返っている。なお、レース後にはGII競走でありながら武はウイニングランも行った。

#### 天皇賞（秋）
毎日王冠後、橋田がこの年の最大の目標として定めていた第118回天皇賞（秋）に出走。サイレンススズカが出走するとあって他馬の陣営が恐れをなしてか同レースとしては珍しい12頭立てと少頭数でのレースとなった。さらに逃げ馬としては有利となる1枠1番を引き当て、当日の単勝支持率は61.8%、単勝オッズは1.2倍と圧倒的な一番人気に支持された。レース前、多くのTVや競馬紙も上記の有利な条件も踏まえて、サイレンススズカが負ける要素を探したものの、アクシデントがない限りサイレンススズカは負けないという意見が大勢を占め、サイレンススズカのレースの勝ち負けよりも、「どう逃げるのか」「どういう内容の競馬をするのか」という点に注目が注がれた。武は天皇賞の週の半ばに受けたインタビューにおいて、インタビュアーから「オーバーペースにならないように？」と問われると、「オーバーペースでいきますよ。」と宣言していた。
当日の体調について、加茂と武は「あの時が間違いなく一番具合が良かった」と口をそろえて言うほど優れていた。サイレンススズカは好スタートを切り、2ハロン目から加速して後続を突き放すと、毎日王冠を上回る1000m57秒4の超ハイペースで大逃げをうった。競りかける馬はサイレントハンターも含めて1頭もおらず3コーナー手前では2番手に10馬身、さらにそこから3番手までが5馬身と後続を大きく引き離し、この時点で二番手サイレントハンターとは約2秒差、最後方ローゼンカバリーとは6秒ほどの差となっていた。
しかし、4コーナーの手前で突然の失速。左前脚の手根骨粉砕骨折を発症し、競走を中止した。結局予後不良と診断され安楽死の処置がとられた。
因みにレースは不治の病屈腱炎を三度乗り越えた6番人気の8歳馬オフサイドトラップが制している。

## 競走成績
| 年月日 | 年月日 | 年月日 | 競馬場 | 競走名        | 格   | 頭 数 | 枠 番 | 馬 番 | オッズ （人気） | オッズ （人気） | 着順 | 騎手     | 斤量 (kg) | 距離（馬場）  | タイム （上り3F） | 着差     | 勝ち馬/（2着馬）       |
| 1997.  | 2.     | 1      | 京都   | 4歳新馬       |      | 11    | 1     | 1     | 1.3             | （1人）         | 1着  | 上村洋行 | 55        | 芝1600m（良） | 1.35.2 (35.5)     | -1.1     | （パルスビート）       |
|        | 3.     | 2      | 中山   | 弥生賞        | GII  | 14    | 5     | 8     | 3.5             | （2人）         | 8着  | 上村洋行 | 55        | 芝2000m（良） | 2.03.7 (36.9)     | 1.5      | ランニングゲイル       |
|        | 4.     | 5      | 阪神   | 4歳500万下    |      | 12    | 5     | 5     | 1.2             | （1人）         | 1着  | 上村洋行 | 55        | 芝2000m（重） | 2.03.0 (37.1)     | -1.1     | （ロングミゲル）       |
|        | 5.     | 10     | 東京   | プリンシパルS | OP   | 16    | 6     | 11    | 2.3             | （2人）         | 1着  | 上村洋行 | 56        | 芝2200m（良） | 2.13.4 (34.7)     | 0.0      | （マチカネフクキタル） |
|        | 6.     | 1      | 東京   | 東京優駿      | GI   | 17    | 4     | 8     | 8.6             | （4人）         | 9着  | 上村洋行 | 57        | 芝2400m（良） | 2.27.0 (35.8)     | 1.1      | サニーブライアン       |
|        | 9.     | 15     | 阪神   | 神戸新聞杯    | GII  | 11    | 7     | 8     | 2.1             | （1人）         | 2着  | 上村洋行 | 56        | 芝2000m（良） | 2.00.2 (36.5)     | 0.2      | マチカネフクキタル     |
|        | 10.    | 26     | 東京   | 天皇賞（秋）  | GI   | 16    | 5     | 9     | 17.6            | （4人）         | 6着  | 河内洋   | 56        | 芝2000m（良） | 2.00.0 (37.0)     | 1.0      | エアグルーヴ           |
|        | 11.    | 16     | 京都   | マイルCS      | GI   | 18    | 5     | 10    | 19.1            | （6人）         | 15着 | 河内洋   | 55        | 芝1600m（良） | 1.36.2 (39.4)     | 2.9      | タイキシャトル         |
|        | 12.    | 14     | 沙田   | 香港国際C     | G2   | 14    | 13    | 1     |                 | （8人）         | 5着  | 武豊     | 56.5      | 芝1800m（良） | 1.47.5            | 0.3      | Val's Prince           |
| 1998.  | 2.     | 14     | 東京   | バレンタインS | OP   | 12    | 8     | 12    | 1.5             | （1人）         | 1着  | 武豊     | 55        | 芝1800m（良） | 1.46.3 (36.0)     | -0.7     | （ホーセズネック）     |
|        | 3.     | 15     | 中山   | 中山記念      | GII  | 9     | 8     | 9     | 1.4             | （1人）         | 1着  | 武豊     | 56        | 芝1800m（良） | 1.48.6 (38.9)     | -0.3     | （ローゼンカバリー）   |
|        | 4.     | 18     | 中京   | 小倉大賞典    | GIII | 16    | 7     | 14    | 1.2             | （1人）         | 1着  | 武豊     | 57.5      | 芝1800m（良） | R1.46.5 (36.4)    | -0.5     | （ツルマルガイセン）   |
|        | 5.     | 30     | 中京   | 金鯱賞        | GII  | 9     | 5     | 5     | 2.0             | （1人）         | 1着  | 武豊     | 58        | 芝2000m（良） | R1.57.8 (36.3)    | -1.8     | （ミッドナイトベット） |
|        | 7.     | 12     | 阪神   | 宝塚記念      | GI   | 13    | 8     | 13    | 2.8             | （1人）         | 1着  | 南井克巳 | 58        | 芝2200m（良） | 2.11.9 (36.3)     | -0.1     | （ステイゴールド）     |
|        | 10.    | 11     | 東京   | 毎日王冠      | GII  | 9     | 2     | 2     | 1.4             | （1人）         | 1着  | 武豊     | 59        | 芝1800m（良） | 1.44.9 (35.1)     | -0.4     | （エルコンドルパサー） |
|        | 11.    | 1      | 東京   | 天皇賞（秋）  | GI   | 12    | 1     | 1     | 1.2             | （1人）         |      | 武豊     | 58        | 芝2000m（良） | 競走中止          | 競走中止 | オフサイドトラップ     |

※タイム欄のRはレコード勝ちを示す。

## 死後
粉砕骨折の詳しい原因は現在も判明しておらず、武はレース後、「悪夢としか言いようがない」とコメントし、死因となった粉砕骨折については「原因は分からないのではなく、ない」とコメントした。橋田は故障の原因について、サイレンススズカのスピードが馬の骨の丈夫さの限界を超えてしまい、それによってショックアブソーバーの役目をする部分が耐えられずに壊れてしまったのではないかと分析している。
レース後の武の落胆ぶりは相当なもので、泣きながらワインを痛飲して泥酔し、その姿を目撃していた複数の一般人がいた。武自身も後に「泥酔したの、あんときが生まれて初めて」と振り返っており、同レースでテイエムオオアラシに騎乗していた福永祐一も「あんな落ち込んだ豊さんを今まで見たことがなかった」と証言している。後に武はこのときの出来事について「なかなかいない。あのトップスピードで、あれだけの骨折をして転倒しない馬は。僕を守ってくれたのかなと思いましたね。今でもすごくよく、サイレンススズカのことを思い出すんですよ。せめてあと数百メートル、走らせてやりたかったな。うん、すごい残念。今でも悔しいですもん」と語った。
永井のもとにはファンから励ましの手紙が多く寄せられたが、その中には「もう競馬は見たくない」「府中にはしばらくいけない」という内容の手紙もあった。
その後、サイレンススズカはこの年のJRA賞特別賞を受賞している。現役中に死亡して特別賞を受賞した馬は他にテンポイント・ライスシャワーがいたが、このケースで特別賞を受賞した馬は2023年現在サイレンススズカが最後となっている。
サイレンススズカの死後、エルコンドルパサーやグラスワンダーの活躍によりサイレンススズカの評価はさらに上がることになった。エルコンドルパサーは毎日王冠の次走となったジャパンカップを優勝、翌1999年はフランスのG1（サンクルー大賞典）、G2で1勝ずつを挙げ、なおかつ凱旋門賞ではモンジューの半馬身差2着に入る成績を挙げ、結果的にエルコンドルパサーに日本国内で土をつけたのはサイレンススズカのみとなった。グラスワンダーも1998年末の有馬記念を制し、翌年も宝塚記念と有馬記念を制している。1999年の宝塚記念において、実況の杉本清はレース前に「あなたの夢はスペシャルウィークかグラスワンダーか。私の夢は、サイレンススズカです。夢、叶わぬとはいえ、もう一度この舞台でダービー馬やグランプリホースと走ってほしかった。」という言葉を残した。

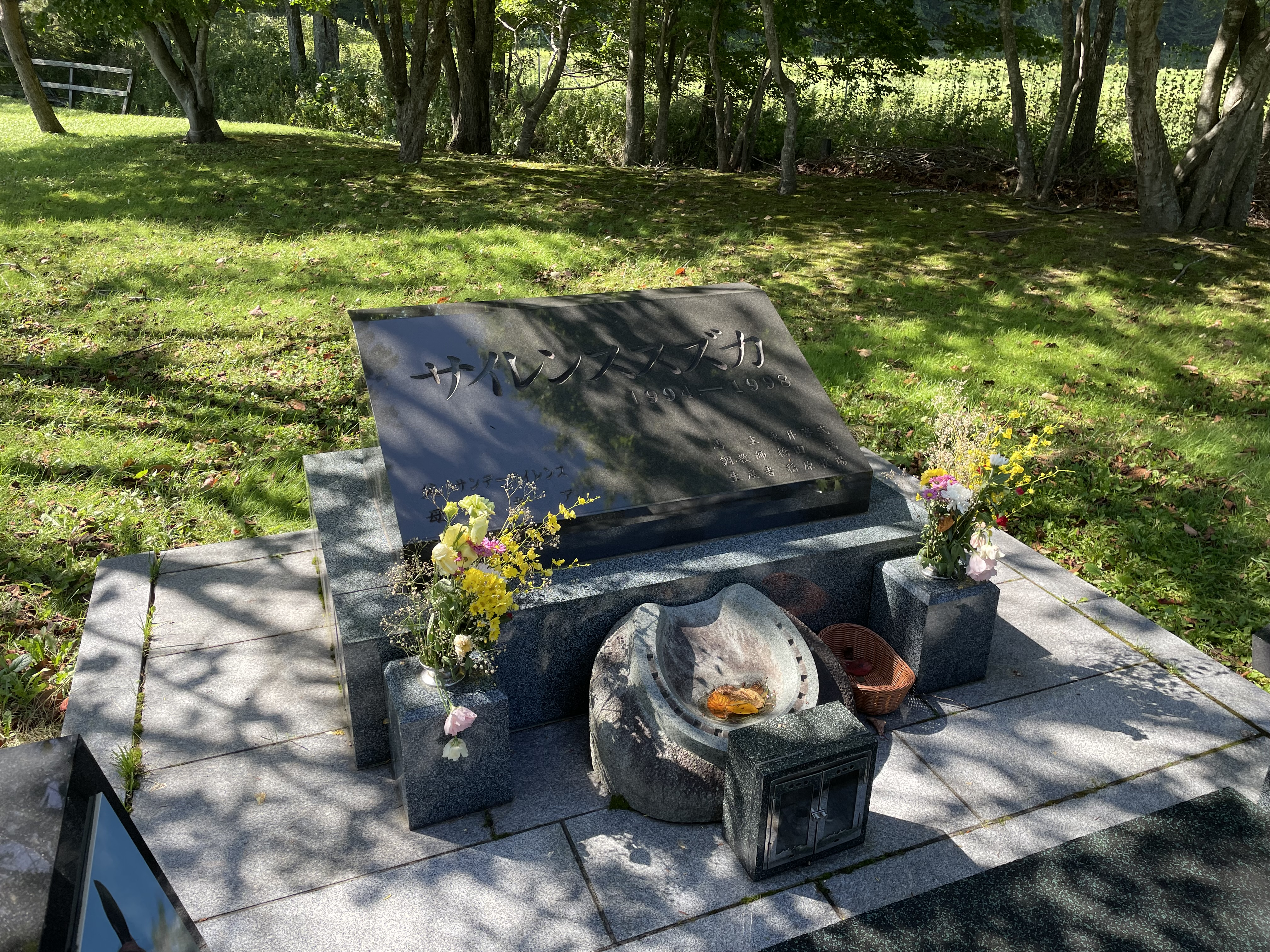
サイレンススズカの墓

サイレンススズカの墓は生まれ故郷である北海道・平取町の稲原牧場に建てられ、たてがみと蹄鉄は稲原牧場と阪神競馬場の馬頭観音に納められた。追悼歌「天馬のように（星野豊：作詞/作曲 因幡晃：歌）」も作られた。

## 競走馬としての特徴・評価

### レースぶりに関する特徴・評価
スタートから先頭に立って後続との差を徐々に大きく引き離し、直線に入っても衰えない末脚を発揮して逃げ切るというレーススタイルを身上としていた。デビュー当初、陣営は将来を見据えて「抑える競馬を覚えさせたい」という意見で一致しており、新馬戦で橋田は上村に「できれば中団につけ、馬込みに入れて控える競馬をしてほしい」と指示を出した。しかし、このレースでサイレンススズカはスタートからゴールまで馬なりで勝利し、香港国際カップのレース後に武は橋田に「今日は負けたけれども、この馬には押さえない競馬が向いている」と進言した。
5歳となってから出走した全7戦では、全てのレースでスタートから1000メートルまでの通過タイムが57～58秒を記録し、これは普通の馬であれば非常に速いペースとなり、たとえ1800メートルの距離であっても上がり は直線で失速することが多くなる。このようなペースとなった場合追い込み馬の場合は上り35秒の脚を使えば逃げ馬をとらえることができるという計算になる。ところが、サイレンススズカにとって前半58秒台というのは楽な馬なりでのペースになり、後半の上がりも36秒台でまとめるため、そうなると後続馬は上がりを34秒台、もしくはそれ以上のタイムの脚で追い込まないとサイレンススズカを捉えることはできないということになる。武豊も金鯱賞後のSports Graphic Numberのインタビューで「夢みたいな数字だけど、58秒で逃げて58秒で上がってくる競馬もできそうな気がしてきました」と語っていた。このような数字的な裏付けについて橋田は、「普通先行馬が行ったきりでゴールインするのは、前半スローペースに落とし、上がりの勝負に持ち込んで勝つんです。でもサイレンススズカは、最初から飛ばしていって、そのまま早いタイムで直線も乗り切ってしまうんです。これは並みの馬のできることじゃありません」と述べている。南井克巳によるとサイレンススズカはゲートを出てからのダッシュが違うとしており、それは「バカみたいにガーッと行くんではなくて、あくまでも自分のペースなんですよ」としており、そのため普通に走っていても並みの馬とは断然違っただろうと述べており、「とにかくすごいスピード。スピード的にホント、他馬とまったく違うスピードで押し切っちゃうんだから」と付け加えている。
距離適性について、橋田は宝塚記念出走前の時点には多少の心配はあったというものの、「2000までは問題ない、2200までも我慢するだろう」と思っていたといい、大きな意味では安心してみていたという。毎日王冠後には、同レースでのメンバー構成での勝ち方から「東京なら左回りだし、2400メートルでも大丈夫じゃないか」と確信し、ジャパンカップへの出走を予定していた。距離についての議論はさまざまであるが、武は仮に（距離3200mの）天皇賞（春）でも道中3秒差をつける逃げを展開できれば勝てるはず、というコメントを残している。
小島貞博は、1992年のクラシック戦線において自身が騎乗し、無敗で皐月賞・ダービーの二冠を制した逃げ馬・ミホノブルボンとサイレンススズカの違いについて、「サイレンススズカは典型的な逃げ馬だという気がします」と述べている。小島によるとミホノブルボンはやや仕掛け気味に先頭に立っていたというが、サイレンススズカの場合は楽に先頭に立っているとしており普通の馬であれば最後には掴まってしまうところをサイレンススズカは最後まで掴まらず、逆に伸びているところを見るとこれはもう能力の違いというしかない、と述べている。当初短距離馬として見られていたミホノブルボンは徹底した坂路調教によって長距離のレースを克服したが、小島はサイレンススズカもミホノブルボンと同様に「調教で鍛え上げたからこそ天性の才能に磨きがかかった」と評している。
ライターの柴田哲孝は、サイレンススズカは芝2000m級のレースに関する限りであればシンボリルドルフ、ナリタブライアン、テイエムオペラオー、ディープインパクトらと比較しても「"彼"こそは日本の競馬史上"最強馬"ではなかったか」と述べており、「もし時間をコントロールすることができたとして、それらの馬を全盛期のコンディションで一堂に介し、2000メートルのレースを行ったとしたら…。おそらく、いや間違いなく、勝つのはサイレンススズカだ。しかも、圧勝するだろう」と断言しており、東京中日スポーツ記者の野村英俊は、ディープインパクトがサイレンススズカの逃げを自ら潰しに行ったら確実に他馬の餌食になるだろうと推測している。

### 身体面・精神面の特徴
当歳時のサイレンススズカは病気になったことがなく、医者にかかったことがないという健康で丈夫な体質をしていた。上村はサイレンススズカのすごさについて「スピードがある、瞬発力がある、体が柔らかい、バネがある。その辺は、すべてにおいて、これまでの馬よりレベルが2つくらい上でした」と述べている。馬体はデビュー当初はしなやかだけだったが、5歳になってから体重が増えただけでなく肩は広く、胸は厚くなって筋肉も強靭になり、スピードと持久力が向上した。肉体面の成長に加えてそれまでは闘争本能のみに頼ってがむしゃらに走っていただけであったが、武豊が騎乗するようになってからその後は息を入れることを覚えたためか二の脚を使えるようになるなど内容もよくなると精神面でも成長を果たした。
橋田はサイレンススズカの気性について「本当に気っ風の良い気性をしてましたね。実に大人しい馬」と述べている。前述の馬体の成長が成長して以降は精神的な落ち着きが目立っていたと振り返っており、かつて野平祐二が調教師として管理したシンボリルドルフを『馬が楽しそうに走っている』と評したことを挙げ、サイレンススズカの走りにも野平の言葉と同じことを感じたという。
稲原牧場社長の稲原一美は、『牝馬みたいに可愛い顔をしていても、内に秘めた気性が激しい』とし、これは非常に気性が激しいことで知られたサンデーサイレンスから譲り受け、それが後述の旋回癖にモロに出てしまったのではないかと述べ、橋田もこの気性の激しさはサンデーサイレンスから受け継いだものであるという見解を示している。ただし普段は大人しく、人の言うことをよく聞く馬だったといい、上村も気性について「大人しいし、頭もいいし、優等生的な感じ。お坊ちゃんっていう雰囲気もありました」と述べている。カメラマンの本間日呂志は、毎日王冠の直前に雑誌の依頼で武豊とサイレンススズカのツーショットを撮影した際、サイレンススズカがあまりに素直な性格をしていたため驚いたといい、武のいうことも、自身の希望もよく聞いてくれたと述べている。

#### 左回りでの競馬と「旋回癖」
古馬となってからは宝塚記念を制し、左回りの東京、中京での両競馬場でも実績を残した。ただし武によれば中山記念を勝利した際、サイレンススズカは直線でモタれた上に手前を変えるのに苦労したことで、後に「左回りのほうがいい競馬をする。競馬をしやすい」と語っている。
左回りに関して、当歳のころから「旋回癖」と呼ばれる馬房で長時間左回りにクルクル回り続ける癖がエピソードとして語られている。旋回癖は当歳時の9月に母・ワキアから離乳されて3日が経った時に寂しさを紛らわすために始めたとされており、狹い馬房の中をあまりにも速いスピードで旋回するので、見ている側が「事故が起こるのでは」と心配するほどだったが、結局最後まで何も起きなかった。止めさせようと担当厩務員が馬房に入ると途端に中止するので、自己抑制ができないほどの興奮といった原因によるものではなかったようであるが、この癖が治ることもなかった。この癖を矯正することでレースで我慢することを覚えさせられるのではないかと、馬房に畳を吊すことが試みられたが、体の柔らかいサイレンススズカは狭いスペースでも以前と同様にくるくると回り続けた。そこでさらにタイヤなど吊す物の数を増やして旋回をやめさせたところ、膨大なストレスを溜め込んでその後のレースに大きな影響を与えてしまったため、4歳の冬には元に戻された。
管理する厩舎のスタッフにとっては、旋回そのもので事故が起こるおそれがないとはいえ蹄鉄が余りにも早く摩耗するため、蹄を削るにも少しでも薄くすると致命的な負傷に繋がりかねず、神経をすり減らす毎日だったという。

### 競馬関係者の評価

#### 武豊による評価
武は1999年にSports Graphic Numberが行ったアンケート『ホースメンが選ぶ20世紀最強馬』『最強馬アンケート 私が手掛けた馬編』というアンケートでは双方でサイレンススズカを挙げ、「エルコンドルが活躍するほどスズカの評価が上がる気がして今でもドキドキするんですよ」とコメントした。5歳時はハイペースで逃げつつゴールまでなかなかペースが落ちないというパフォーマンスを見せていたことから「古今東西の名馬を集めてレースをした場合に、一番勝ちやすい馬だった気がします。」とコメントしている。2000年に行われたインタビューではサイレンススズカを「サラブレッドの理想だと思う」と評し、「どんなレースでも、最初から抜群のスピードで他馬を引き離していって、最後までそのままのいい脚でゴールに入ったら、それが一番強いわけでしょう。そういう馬は負けるわけがありません。絶対能力とは、そういうことですよね。その理想を、サイレンススズカという馬は追及していたんです。またその能力を持った馬でした。こういう馬は、めったにいるものじゃありません。何十年に一頭の馬だと思いますよ」と述べた。ディープインパクトのデビュー前の2003年に行われたインタビューでは、「今まで乗った馬で『凄さ』を感じたのは、オグリキャップ、サイレンススズカ、そしてクロフネぐらい」と述べており、ディープインパクトが引退した2007年にもサイレンススズカを「理想のサラブレッド」と評し、「どちらが勝つかはわかりませんが、ディープインパクトにとって、サイレンススズカが最も負かしにくいタイプであるとは言えるでしょうね」と述べている。
武はサイレンススズカに対して「『本当にこんな馬がいるんだ』という相棒がやっとできて、夢が広がってきたときに、すべてがプツッと途切れてしまった」とその死を惜しむと同時に、「サイレンスに関しては、『この馬は現時点では世界一だ』という自信があった。あの馬には、普通では考えられない結果を出す力があったんですよ。例えば、GIで2着を3秒離して勝つこともあり得る馬だった」とインタビューで語っている。また、2007年に行われたインタビューにおいて、「今でも不意に思い出すことがあります。あんなことになってなかったらなぁって。天皇賞は間違いなく勝っていたんだろうなあとか、そのあとのジャパンカップはとか、ブリーダーズカップも行っていただろうなあとか考えてしまいますね。サンデーサイレンス産駒の種牡馬がいま活躍してるじゃないですか。そういうのを見ると、余計に『いたらなあ』と思います。『きっと、凄い子供が出てるんだろうなあ』って」と述べており、2019年のインタビューでも「(競走中止した天皇賞では)大レコードで、10馬身以上のぶっちぎりで勝っていたと思います」「アメリカへ行ったらどうだったんだろう、ドバイWCに出たら誰もついて来られないんじゃないか、とか。種牡馬としても、日本の競馬史を変える可能性があった」と述べている。また、金鯱賞の翌週、全盛期のナリタブライアンやトウカイテイオーが出てきても負けないかと尋ねられた際は「と、思いますよ」と即答した。

#### 武以外の関係者による評価
サイレンススズカは武以外の競馬関係者からも高い評価を得ている。調教師の橋田は武と同様に前述のアンケートでいずれもサイレンススズカを挙げ、「斤量や、相手、展開などの条件にかかわらず負けないところが強かった」、「今までの競馬の常識を超える馬だった」 と評価している。宝塚記念で騎乗した南井克己は、サイレンススズカに初めて跨った宝塚記念前の最終追い切り後に、「この馬の能力は、（自身が主戦騎手を務めた）ナリタブライアンに匹敵する」とコメントした。サイレンススズカを生産した稲原牧場の牧場長稲原美彦はとあるインタビューで「またこの牧場からサイレンススズカのような馬を？」と聞かれた際に「あれほどのスピードを持った馬をもう一度生産するのは難しい」と答えている。前述の『ホースメンが選ぶ20世紀最強馬』では5票が集まり、橋田・武以外には吉田照哉、岡田繁幸、武幸四郎が投票した。
杉本清によると、1998年のジャパンカップ翌日に蛯名正義と京都駅で偶然会った際に「昨日はおめでとう」と声をかけて少し話をしたが、その際蛯名は「ウチの馬も強かったんですけど、すいません、もっと強い馬いますよ」と言われ、「どういうこと?」と聞くと蛯名は「サイレンススズカという馬は、本当に強い馬ですから」と言ったという。杉本はこの時について「毎日王冠でエルコンドルパサーは影さえ踏めなかったですから、ジャパンカップが終わった後なのに、まだ毎日王冠のことを言っていたので驚きでした」と回想しており、この時の蛯名の様子については「あの馬が生きていれば、今後もどれだけ強くなったかわからないのに、本当に惜しいことをした」とサイレンススズカの死を心から悼んでいる様子だったと振り返っている。翌1999年にエルコンドルパサーはフランス遠征を行い、サンクルー大賞優勝、凱旋門賞2着と顕著な成績を残すが、杉本はその遠征後にも「ああいう形で、海外のレースを走るサイレンススズカを見てみたかったなあと、つくづく思いました」と述べている。
他にも、柴田政人は「ファンを魅了する馬だった」、鈴木淑子は「強い逃げ馬がいたらこんなに競馬は面白い、ということを久々に見せてくれた馬だった」と評し、野平祐二は華奢な体型ながらも奇麗な線を持った馬で、「あれだけ軽快に、また非常にスマート、かつ鮮やかに走る馬は他にいないでしょう。鞍上ともマッチして、実に美しい走りをする馬です」、「あんなに美しい格好で突っ走っていって我慢しちゃう馬なんか、過去でもないですよ」と評し、またその存在価値についても、「『片足でも生かせるものなら生かしておきたい』と思う馬だった」と述べている。競馬評論家の井崎脩五郎は「この世で最も強い馬は、ハイペースで逃げ切ってしまう馬である」と述べ、日本ダービーを逃げ切った馬の中で最も前半1200mの通過タイムが速かったのはカブラヤオーの1分11秒8だったことを引き合いに出し、そのカブラヤオーがサラ平地の最多連勝記録「9」を記録していたことでサイレンススズカはカブラヤオーの連勝記録を20年ぶりに打ち破る可能性があった「久々に表れた、ケタ違いに強い馬だった」と述べ、第118回天皇賞での死を「競馬界の宝の損失」として惜しんだ。同じく競馬評論家の大川慶次郎は「私は相当競馬を見てきているが、こういうタイプの逃げ馬は全く見たことがない」とした上で「こんな馬はこれから出るんだろうか、と思うくらい」と述べている

### 投票による評価
2000年に日本中央競馬会がファンを対象に行われたアンケート「20世紀の名馬大投票」においては、25,110票を集めて4位にランクインした。
2012年に行われた優駿実施のアンケート「距離別最強馬はこの馬だ！」の芝2,000m部門では、2位に圧倒的な差を付けて1位となった。数ある距離別部門の中で、当該距離でのGI勝利がない競走馬の1位は本馬が唯一であった。
2013年、「中京競馬場開設60周年記念 思い出のベストホース大賞」で1位に選出された。
2014年、JRA60周年記念競走（JRA全10場各1レース）当日の特別競走のレース名を決める、『JRA60周年記念競走メモリアルホースファン投票』では、阪神競馬場の記念競走である「宝塚記念」部門でディープインパクト、オルフェーヴルの2頭のクラシック三冠馬を抑え1位となり、当日（6月29日）の第10レースは『永遠の疾風 サイレンススズカカップ』として行われた。

### 海外遠征への期待
アメリカ遠征に関しては、すべての競馬場が同馬の得意とみられていた左回りで、加えて芝は日本に近い高速馬場、しかも芝路線のレベルは日本と比べればそれほど高いとは言えず、同馬の得意な中距離路線のGIレースが多く施行されていた。武はそうした事実から、「左回りのほうがよかったから、アメリカの芝戦線に一緒に行きたかったですね」と口にしており、「アメリカの2000メートル前後の芝の重賞でスローな流れになったときなんかは、サイレンススズカみたいな馬がビュンビュン飛ばせば絶対に負けないだろうな、と思うことはありますよ」と述べている。ライターの関口隆哉によると、陣営がはっきりと明言をしていたわけではないというものの第118回天皇賞でサイレンススズカが順当に勝利を収めていたとしてもマイルチャンピオンシップ・ジャパンカップに出走する可能性は極めて薄かったといい、毎日王冠に出走する前の9月の時点でサイテーションハンデキャップに出走登録を行っていた。

### 人気
サイレンススズカの人気が高くなると、馬主の永井は「サイレンススズカは私の馬ではありません。ファンの方、全員の馬なんです」と公言した。永井によるとサイレンススズカの葬儀の日に稲原牧場についた際にはすでに400から500程のファンが集まっていたといい、「大事にしな、あかんな」と改めて思ったと述べている。死後も花や好物であったバナナ を持ってお墓参りをしてくれるファンも多く、永井はそうしたファンに向けて何か記念になるものを持って帰ってもらおうかと、ぬいぐるみやタオル、携帯電話のストラップなどのグッズをあるだけ送ったというが、それでもなお多くのファンがお参りに稲原牧場へお参りに来てくれるという。橋田は「日本人は憎らしいほど強いものを嫌う傾向がある」とし、古馬となってのサイレンススズカは同じように憎らしいほど強い馬だったとしつつも高い人気を集めたことについて、弥生賞での出来事があったことでファンに支持されたのではないかと述べている。

### 種牡馬としての可能性
サイレンススズカは5歳時のレースで示したそのレースぶりによって、サンデーサイレンスの後継種牡馬候補として期待を集めることになった。5歳時からすでに橋田や永井のもとへアメリカから種牡馬としての購買のオファーがあり、橋田は公表こそ控えたものの「相当な金額での買い付け希望が出された」とし、「具体的に金額を提示し、『すぐ買う』と言ってきたんですから、これは本物でしょう」と述べている。永井もアメリカから種牡馬としてのオファーが殺到していたことを認め、種牡馬入りさせてまたそこから産駒を預かりたいと考えていたが、「日高の人たちが種牡馬としてのサイレンススズカに期待していましたから、できるなら北海道においてやりたかった」と述べ、オファーをことごとく断ったものの、それでもシャトル種牡馬としての依頼を提示され、『とにかくアメリカにサイレンススズカの血を残してくれ』『何かいい方法を考えてくれ』と依頼されたという。死後には社台グループが以下の追悼コメントを発表し、その死を悼んだ。
新聞記者の野元賢一は、「優秀ではあるがどこか父の縮小再生産のような馬が多いサンデーサイレンス産駒の中で、例外はサイレンススズカとアグネスタキオンである」 と評しており、数多のサンデーサイレンス産駒の中においても際立って高い能力を持っていると目されていたことも、種牡馬としての期待を高めさせる要因となっていた。が、様々な期待や評価があったものの事故死により子孫を残せず、サイレンススズカの種牡馬能力については全て推測の域を出ないままとなった。
死亡時に全兄弟はおらず、母のワキアが1996年に死亡していたため、生産でサイレンススズカ同様の配合を再現するのは不可能であった。サイレンススズカの事実上の代替馬として期待を集めたのは半弟のラスカルスズカであったが、種牡馬入りしたものの重賞勝ち馬を出せないまま2010年に種牡馬登録を抹消されている。サイレンススズカの事故死の翌年に、姉のワキアオブスズカにサンデーサイレンスが交配され生まれたスズカドリームが2003年のクラシック戦線に顔を出し、サイレンススズカの甥として期待を集めたものの、2005年に調教中の事故で死亡している。
白井寿昭はコラム「白井元調教師と学ぶ血統学」の中で、優秀な種牡馬の特徴として「能力を反映する特別な性格」「絶対的なスピードがある」「追い馬というより、逃げた上で踏ん張れる」点などを挙げた上で、サイレンススズカに関して「あれは本当に惜しい。もしも存命であれば、日本におけるサンデーサイレンス系統の種牡馬として最も成功していた可能性もあった」「（同系統で最も成功したディープインパクトより）絶対に上とは言い切れんけど、少なくとも、結構な出世はしていると思う」と惜しんだ。

## エピソード
サイレンススズカが誕生した1994年5月1日はイタリアでF1・サンマリノグランプリが行われ、この大会でアイルトン・セナがレース中の事故により亡くなった日でもあった。馬主の永井が所有馬に付ける「スズカ」の冠号は鈴鹿山脈が由来であるが、第118回天皇賞が行われた1998年11月1日は鈴鹿サーキットにおいて日本グランプリが行われていた日でもあり、そのため当日は「スズカ、ポールトゥウィン」という見出しが新聞各紙において活字となっていた。

## 血統

### 血統背景
父・サンデーサイレンスは現役時代にGI6勝を挙げ、1989年には全米年度代表馬に選出。1990年に社台グループ総帥の吉田善哉が輸入し、1995年から13年連続でリーディングサイアーとなった種牡馬である。
母ワキアは、1000mを57秒台で逃げた快速スプリンターであったが、その父Miswakiはスピードに優れたミスタープロスペクター系の中では、珍しく産駒の距離適性に幅のある種牡馬であった。また母母Rascal Rascalは、Silver Hawkとの間に英ダービー馬Benny the Dipを産んでいる。ワキアの産駒は全て中央競馬で複数の勝利を上げ、唯一残した牝馬のワキアオブスズカも重賞馬スズカドリームを出すなど優秀な繁殖成績をあげた。

### 血統表
| サイレンススズカの血統                                     | サイレンススズカの血統                   | サイレンススズカの血統             | （血統表の出典）                   | （血統表の出典） |
| 父系                                                       | サンデーサイレンス系（ヘイロー系）       | サンデーサイレンス系（ヘイロー系） | サンデーサイレンス系（ヘイロー系） | [ § 2 ]          |
| 父 *サンデーサイレンス Sunday Silence 1986 青鹿毛 アメリカ | 父の父Halo 1969 黒鹿毛 アメリカ          | Hail to Reason                     | Turn To                            | Turn To          |
| 父 *サンデーサイレンス Sunday Silence 1986 青鹿毛 アメリカ | 父の父Halo 1969 黒鹿毛 アメリカ          | Hail to Reason                     | Nothirdchance                      |                  |
| 父 *サンデーサイレンス Sunday Silence 1986 青鹿毛 アメリカ | 父の父Halo 1969 黒鹿毛 アメリカ          | Cosmah                             | Cosmic Bomb                        | Cosmic Bomb      |
| 父 *サンデーサイレンス Sunday Silence 1986 青鹿毛 アメリカ | 父の父Halo 1969 黒鹿毛 アメリカ          | Cosmah                             | Almahmoud                          |                  |
| 父 *サンデーサイレンス Sunday Silence 1986 青鹿毛 アメリカ | 父の母Wishing Well 1975 鹿毛 アメリカ    | Understanding                      | Promised Land                      | Promised Land    |
| 父 *サンデーサイレンス Sunday Silence 1986 青鹿毛 アメリカ | 父の母Wishing Well 1975 鹿毛 アメリカ    | Understanding                      | Pretty Ways                        |                  |
| 父 *サンデーサイレンス Sunday Silence 1986 青鹿毛 アメリカ | 父の母Wishing Well 1975 鹿毛 アメリカ    | Mountain Flower                    | Montparnasse                       | Montparnasse     |
| 父 *サンデーサイレンス Sunday Silence 1986 青鹿毛 アメリカ | 父の母Wishing Well 1975 鹿毛 アメリカ    | Mountain Flower                    | Edelweiss                          |                  |
| 母 *ワキア Wakia 1987 鹿毛 アメリカ                        | 母の父Miswaki 1978 栗毛 アメリカ         | Mr.Prospector                      | Raise a Native                     | Raise a Native   |
| 母 *ワキア Wakia 1987 鹿毛 アメリカ                        | 母の父Miswaki 1978 栗毛 アメリカ         | Mr.Prospector                      | Gold Digger                        |                  |
| 母 *ワキア Wakia 1987 鹿毛 アメリカ                        | 母の父Miswaki 1978 栗毛 アメリカ         | Hopespringseternal                 | Buckpasser                         | Buckpasser       |
| 母 *ワキア Wakia 1987 鹿毛 アメリカ                        | 母の父Miswaki 1978 栗毛 アメリカ         | Hopespringseternal                 | Rose Bower                         |                  |
| 母 *ワキア Wakia 1987 鹿毛 アメリカ                        | 母の母Rascal Rascal 1981 黒鹿毛 アメリカ | Ack Ack                            | Battle Joined                      | Battle Joined    |
| 母 *ワキア Wakia 1987 鹿毛 アメリカ                        | 母の母Rascal Rascal 1981 黒鹿毛 アメリカ | Ack Ack                            | Fast Turn                          |                  |
| 母 *ワキア Wakia 1987 鹿毛 アメリカ                        | 母の母Rascal Rascal 1981 黒鹿毛 アメリカ | Savage Bunny                       | Never Bend                         | Never Bend       |
| 母 *ワキア Wakia 1987 鹿毛 アメリカ                        | 母の母Rascal Rascal 1981 黒鹿毛 アメリカ | Savage Bunny                       | Tudor Jet F-No.9-a                 |                  |
| 母系(F-No.)                                                | 9号族(FN:9-a)                            | 9号族(FN:9-a)                      | 9号族(FN:9-a)                      | [ § 3 ]          |
| 5代内の近親交配                                            | Turn-to 4×5                              | Turn-to 4×5                        | Turn-to 4×5                        | [ § 4 ]          |
| 出典                                                       | 1. 2. 3. 4.                              | 1. 2. 3. 4.                        | 1. 2. 3. 4.                        | 1. 2. 3. 4.      |

兄弟
- ワキアオブスズカ（姉） - 父ダンスオブライフ。中央競馬2勝。スズカドリームの母。
- コマンドスズカ（弟） - 父コマンダーインチーフ。中央競馬5勝。腸ねん転で急死。
- ラスカルスズカ（弟） - 父コマンダーインチーフ。中央競馬4勝。天皇賞（春）2着・阪神大賞典2着

近親
- Benny the Dip（叔父）- 英ダービー優勝。父Silver Hawk
- クリプティックラスカル（叔父） - フォアラナーステークスなど米GIII3勝。父Cryptoclearance。日本で種牡馬として供用された。
- スズカドリーム （甥）- 中央競馬2勝。京成杯優勝・毎日杯3着。調教中に故障発生安楽死。父サンデーサイレンス。